# Gammelmose (Vangede)
 For alternative betydninger, se Gammelmose. (Se også artikler, som begynder med Gammelmose)
Gammelmosen er en ca. 13 ha stor tilgroet højmose mellem Vangede og Kongens Lyngby. Gammelmosen blev fredet ved kongelig resolution af 1844 og skulle henligge urørt, bortset fra græsning, så man kunne studere tørvedannelsen. Det var den første naturvidenskabeligt baserede fredning i Danmark. I 1918 kom Gammelmosen som den første ind under den nye naturfredningslov fra året før.
I 2009 blev mosen så fredet igen, men som noget nyt blev den samtidig åbnet for offentligheden, dog må man kun færdes på stier.